# 리얼리티+
"리얼리티+"(Reality+)는 2014년 공개된 프랑스의 SF 단편 영화다. 이 영화는 리얼리티+라는 뇌 칩을 통해 사용자가 이상적인 체격, 외모, 목소리로 자신을 바꿀 수 있으며, 외모에 대한 사회의 집착에 관한 영화다. "리얼리티+"는 찬사를 받았고 그녀의 두 번째 장편 영화인 "서브스턴스"에 영감을 주었다.

## 출연
- 뱅생 콜롬베 - 뱅상 당주빌 역
- 바네사 헤슬러 - 스텔라+ 역
- 오를레앙 뮐러 - 뱅상+ 역
- 오렐리아 포이리어 - 스텔라 역
- 사무엘 트레파니어 - 에르베 역